# Коричник камфорный
Кори́чник камфорный, или ка́мфорный лавр, или ка́мфорное де́рево (лат. Cinnamómum cámphora) — вечнозелёное дерево, вид рода Коричник (Cinnamomum) семейства Лавровые (Lauraceae).
Название (видовой эпитет) лат. camphora произошло от араб. كافور‎ /kāfūr/ — камфора.

## Распространение
Родиной камфорного дерева является Восточная Азия: южные и юго-западные районы Китая, Тайвань, японские острова Рюкю, Кюсю, Сикоку, Хонсю и корейский остров Чеджудо. На Тайване растёт на высоте от 500 до 2000 м, на острове Хондо — поднимается до 850 м над уровнем моря. Натурализовалось в Южной Африке, на Канарских островах, Мадагаскаре, Австралии, южных районах Европы и юго-восточных районах Северной Америки.
В Россию на Черноморское побережье Кавказа растение завезено в конце 60-х годов XVIII века и в последующие десятилетия распространилось в качестве вечнозелёного декоративного растения в парках и садах побережья. Разведение с промышленной целью было начато в 20-х годах XIX века.

## Экология
Камфорный лавр — растение влажного субтропического и, отчасти, тропического климата. Он произрастает в странах с годовыми осадками от 600 и до 1000 мм. Лучше растёт на перегнойных краснозёмных и аллювиальных почвах, растёт также на бедных песчаных, каменистых и глинистых почвах. Хорошо растёт на равнинах, на склонах гор и холмов, при полном освещении и при некотором затенении. Избытка извести в почве не выдерживает.

### Биологические особенности
Растёт довольно быстро и обладает большой порослевой способностью от пня, ствола и ветвей. На Черноморском побережье Кавказа деревья в 20 лет достигают высоты в 15—18 м, в 50 лет — 25—30 м; в дальнейшем рост в высоту резко замедляется, но усиливается рост кроны и ствола в толщину.
На родине доживает до 1000 лет.

### Камфорное дерево в роли захватчика
Камфорное дерево было завезено в Австралию в 1822 году в качестве декоративного растения для использования в садах и парках, однако оно стало сорняком для эндемичной флоры на территориях Квинсленда и к северу от Нового Южного Уэльса с благоприятным для него влажным субтропическим климатом, что очень сильно сказалось на уязвимых экосистемах Австралии. Растение объявлено сорным для всего штата Квинсленд. Раскидистые массивные корневища разрушают городские дренажные и канализационные системы, портят речные насыпи. Листья камфорного дерева содержат большое количество терпеновых компонентов, которые ухудшают качество воды, уничтожая тем самым пресноводных рыб. Камфорные деревья захватили пастбищные территории, а также конкурируют с эвкалиптовыми деревьями — единственным источником пищи для коал, находящихся на грани исчезновения во многих частях восточной Австралии. В США камфорное дерево было завезено в южные штаты, в штате Флорида камфорное дерево признано вредным инвазивным видом.

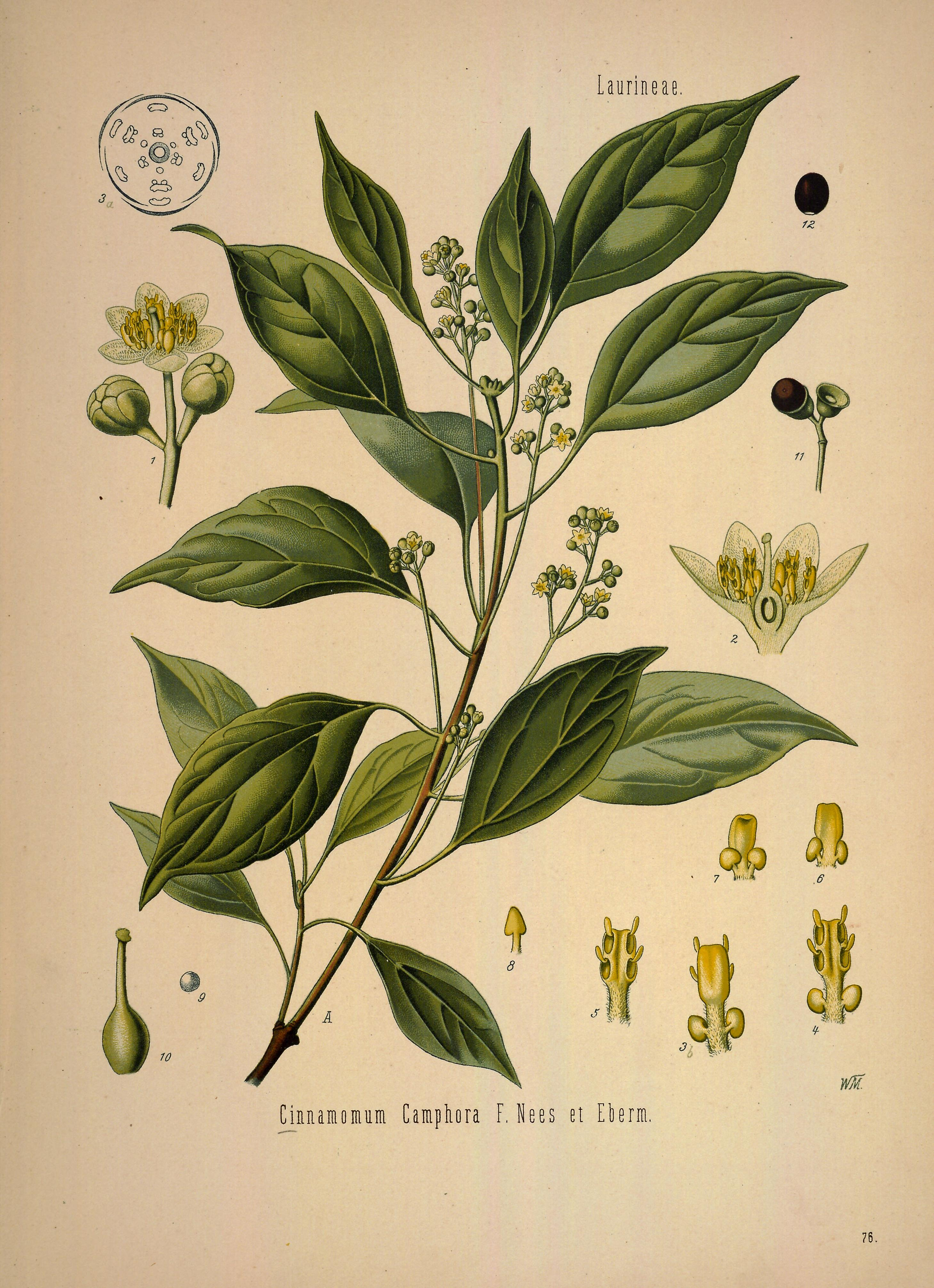

## Ботаническое описание
Большое вечнозелёное дерево высотой до 20—50 метров, развивающее при росте на свободе шатровидную крону. Ствол диаметром до 5 м, крепкий, с очень грубой корой светло- или тёмно-серого цвета и большими вертикальными трещинами. Молодые ветви зелёные, голые и гладкие.
Почки заострённо-яйцевидные, с чешуями. Листья очерёдные, яйцевидные, иногда эллиптические, длиной 7—10 см, шириной 4—5 см, на черешках длиной 2—3 см, кожистые, цельнокрайные, на вершине заострённые, сверху блестяще-зелёные, снизу светло-зелёные или сизоватые, с многочисленными просвечивающими точками — вместилищем эфирного масла.
Соцветия цимозно-метельчатые, расположены в пазухах листьев или на концах веток. Цветки мелкие, диаметром 4 мм, желтоватые, обоеполые. Околоцветник состоит из короткой трубки и шести долей; девять тычинок расположены в три круга, также есть три стаминодии, составляющие четвертый круг; пыльники четырёхгнездные, открываются клапанами. Завязь одногнездная с одной семяпочкой.
Плод — почти шаровидная, тёмно-синяя или почти чёрная костянка диаметром 7—12 мм, с сочной, ароматичной мякотью. В 1 кг 1000—2400 плодов. С одного 40—50-летнего дерева можно собрать около 30 кг плодов.
Цветение в мае-июле. Плодоношение в ноябре.

## Значение и применение

### Эфирное масло
При перегонке с водяным паром измельчённой древесины, корней, побегов получают эфирное масло, из которого при стоянии и охлаждении выделяется около 90 % камфоры. Сырое эфирное масло перегонкой разделяют на фракции разного состава, которые используют в технике («коричневое камфорное масло», содержит сафрол), медицине (медицинская натуральная камфора), ароматерапии («белое камфорное масло»).
Камфорное масло (медицинский препарат) очень сильно отличается от натурального камфорного эфирного масла.
Промышленные плантации камфорного коричника заложены в Индии, на островах Малайского архипелага, в странах Юго-Восточной Азии, в Австралии, Японии, Южной и Северной Африке, Южной Европе (Франция, Италия), Южной Америке (Бразилия), на Филиппинских, Антильских и Вест-Индских островах.

### В зелёном строительстве
Как дерево мощного роста представляет большую ценность для лесных и лесозащитных насаждений и для садов и парков влажно-субтропических районов России.
Сажают в парках одиночными деревьями или группами; обсаживают дороги и улицы; пригоден для создания аллей, живых изгородей . Как дерево, легко переносящее подрезку, камфорный коричник широко используется для стриженых сооружений.

### Древесина
Древесина камфорного лавра не отличается высокими механическими свойствами, но имеет довольно красивый коричневато-жёлтый цвет и приятный запах камфоры, сохраняющийся в течение длительного времени. Стойка против биологических разрушителей и практически не повреждается насекомыми. В Китае очень широко используется для изготовления мебели и особенно ящиков, ларей и других мелких бытовых изделий (шкатулки, веера, бусы).
| Влажность (%) | Объёмный вес (г/см³) | Сопротивление (кг/см²) | Сопротивление (кг/см²) | Модуль упругости (тыс. кг/см²) | Твердость по Янко (кг/см²) | Твердость по Янко (кг/см²) | Твердость по Янко (кг/см²) |
| Влажность (%) | Объёмный вес (г/см³) | сжатию вдоль волокон   | статическому изгибу    | Модуль упругости (тыс. кг/см²) | торцовая                   | радиальная                 | тангентальная              |
| ------------- | -------------------- | ---------------------- | ---------------------- | ------------------------------ | -------------------------- | -------------------------- | -------------------------- |
| 15            | 0,55                 | 333                    | 610                    | 72                             | 320                        | 291                        | 264                        |

В императорском Китае данное дерево считалось заповедным и за его самовольную вырубку полагалась смертная казнь, поэтому древесина ценилась очень высоко как на внутреннем рынке, так и в Европе.
Ранее много деревьев рубили для получения натуральной камфоры, широко используемой в медицине, но сегодня практически вся применяемая камфора — синтетическая. Из щепы и опилок по-прежнему получают камфорное эфирное масло.

## Таксономия
Вид Камфорное дерево входит в род Коричник (Cinnamomum) семейства Лавровые (Lauraceae) порядка Лавроцветные (Laurales).
|  |                                      |  |                                                             |                                                             |                    |  | ещё 6 семейств (согласно Системе APG II) | ещё 6 семейств (согласно Системе APG II) |                      |  |  |  | свыше 300 видов |
|  |                                      |  |                                                             |                                                             |                    |  | ещё 6 семейств (согласно Системе APG II) | ещё 6 семейств (согласно Системе APG II) |                      |  |  |  | свыше 300 видов |
|  |                                      |  |                                                             | порядок Лавроцветные                                        |                    |  |                                          |                                          | род Коричник         |  |  |  |                 |
|  |                                      |  |                                                             | порядок Лавроцветные                                        |                    |  |                                          |                                          | род Коричник         |  |  |  |                 |
|  | отдел Цветковые, или Покрытосеменные |  |                                                             |                                                             | семейство Лавровые |  |                                          |                                          | вид Камфорное дерево |  |  |  |                 |
|  | отдел Цветковые, или Покрытосеменные |  |                                                             |                                                             | семейство Лавровые |  |                                          |                                          |                      |  |  |  |                 |
|  |                                      |  | ещё 44 порядка цветковых растений (согласно Системе APG II) | ещё 44 порядка цветковых растений (согласно Системе APG II) |                    |  |                                          | ещё около 55 родов                       | ещё около 55 родов   |  |  |  |                 |
|  |                                      |  |                                                             | ещё 44 порядка цветковых растений (согласно Системе APG II) |                    |  |                                          |                                          | ещё около 55 родов   |  |  |  |                 |